# Troczki rzepki

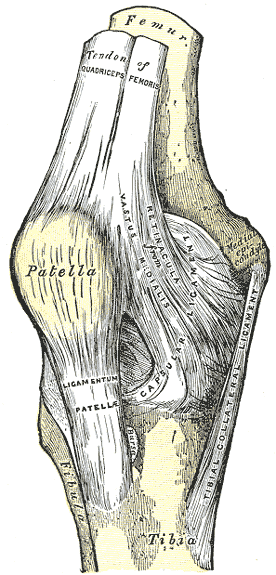
Prawy staw kolanowy. Widok od przodu. W centralnej części grafiki widoczny troczek przyśrodkowy (retinacula from vastus medialis).

Troczki rzepki (łac. retinacula patellae) – w anatomii człowieka włókna ścięgniste wchodzące w skład układu więzadłowego stawu kolanowego. Stanowią one przedłużenie części włókien ścięgien głowy przyśrodkowej i bocznej mięśnia czworogłowego uda tworząc odpowiednio troczek przyśrodkowy (retinaculum patellae mediale) i troczek boczny (retinaculum patellae laterale). Kończą się przyczepem do przednich powierzchni kłykci kości piszczelowej.